# Білосарайська затока
Білосарайська затока — затока Азовського моря, що на території Донецької та Запорізької областей (Україна).

## Географія
Затока розташована між косами Бердянська та Білосарайська, утворюючи ділянку північного узбережжя Азовського моря на території Донецької та Запорізької областей. Північна частина затоки називається бухта Таранья.
Середня глибина 4-6 м, максимальна — 8 м. Північна частина затоки мілководна — до 5 м. Значна частина (від села Новопетрівка до села Юріївка) берегової лінії стрімчаста з пляжами заввишки 20-35 м (сягаючи на одній ділянці біля села Куликівське 40 м), південна (Бердянськ) та північна (Ялта) частини пологі, які вже є початком кіс відповідно Бердянської та Білосарайської. Саме з початком кіс змінюється ландшафт берегу: з'являються водно-болотні угіддя в гирлах річок Берда та Мокра Білосарайка, безліч озер, відокремлених перешийками від затоки Азовського моря. Саме тут заболочені ділянки річок змінюються солончаковими та піщаними серед груп озер.
З півночі на південь, впадають такі річки: Мокра Білосарайка, Комишуватка, Зелена, балка Гонджуго, балка Покісна, Берда.
На узбережжі розташована низка населених пунктів (з північного сходу на південний захід): Мангушський район — Ялта, Юр'ївка, Урзуф, Бабах-Тарама; Бердянський район — Куликівське, Новопетрівка; Бердянська міськрада — Бердянськ.

## Природа
Акваторія та берегова лінія затоки в його південному краю зайнята Приазовським національним природним парком (зона регульованої рекреації, господарська зона; у 2010 році до нього включено пам'ятки природи Близькі Макорти і Далекі Макорти площею по 5 га), берегова лінія затоки та його північного краю — національний природний парк Меотида (у 2009 році до нього включено пам'ятку природи Соснові культури площею 5 га і заказник Білосарайська коса площею 956 га), північна частина акваторії (що примикає до Білосарайської коси) входить у водно-болотні угіддя міжнародного значення Білосарайська коса та Білосарайська затока з площею (разом із косою) 2000 га.